# Lugre Once de Septiembre
El lugre Once de Septiembre fue un buque que participó de las guerras civiles argentinas integrando en distintas oportunidades la escuadra de la provincia rebelde de Buenos Aires y la armada del gobierno nacional.

## Historia
El lugre del tráfico mercante de cabotaje Fama, con matrícula uruguaya y construido en 1845, fue adquirido a su capitán y dueño Sciaffino el 1 de febrero de 1853 en la ciudad de Montevideo por el Estado de Buenos Aires a través del comisionado especial a tales efectos Mariano Casares en la suma de $f 10500, en el marco de la guerra entre la Confederación Argentina y el Estado de Buenos Aires.
Con casco de madera forrado en cobre, era un buque robusto, capaz de servir de plataforma a artillería de gran calibre. Pasó a Buenos Aires para su alistamiento en guerra y tras ser armado con un cañón giratorio de a 20, 8 carronadas de a 20 y un cañón de a 4, al mando del teniente José María Mayorga partió el 8 de marzo con la misión de vigilar la ribera del Río de la Plata entre Ensenada de Barragán y San Isidro (Buenos Aires).
Al mando de Vicente Pierallini participó luego del combate de Martín García (1853) integrando la escuadra porteña al mando del polaco Floriano Zurowski. Durante el combate al hacerse a la vela encalló sobre el banco de Santa Ana y aunque continuó por un tiempo el fuego con una batería de flanco quedó pronto a merced de la flota adversaria comandada por Mariano Cordero. 
Apresado por la escuadra de la Confederación Argentina pasó a servir brevemente en la escuadra nacional que inició de inmediato el bloqueo de la ciudad rebelde, hasta que entregada con el resto de la flota por su comandante John Halstead Coe, sobornado por Buenos Aires, volvió el 22 de junio a la escuadra porteña pasando al mando del capitán Marcos Leiva hasta el 13 de agosto cuando se dispuso su pase a desarme y venta.
El 25 de octubre de 1853 fue adquirido en m$c 65200 por A.E.Smondsen, pasando a operar bajo bandera de la Ciudad Imperial Libre de Hamburgo con el nombre de Emilia.